# Беленок (деревня)
Беленок (бел. Белянок) — деревня в Дрогичинском районе Брестской области Беларуси. Входит в состав Немержанского сельсовета.

## География
Деревня находится в южной части Брестской области, при автодороге Р84, на расстоянии приблизительно 5 километров (по прямой) к северо-западу от города Дрогичина, административного центра района. Абсолютная высота — 152 метра над уровнем моря. Площадь населённого пункта — 0,6515 км².

## История
В письменных источниках начинает упоминаться начиная с XIX века.
По состоянию на 1905 год, в Беленке проживало 368 человек. В административном отношении деревня входила в состав Брашевичской волости Кобринского уезда Гродненской губернии.
Согласно Рижскому мирному договору (1921), деревня вошла в состав межвоенной Польши. Входила в состав гмины Брашевиче Дрогичинского повета Полесского воеводства. В 1921 году числился 188 жителей, проживавших в 44 домах. В этническом составе населения того периода белорусы составляли 100 %. В конфессиональном составе населения преобладали православные христиане (100 %).
С 1939 года в БССР, с 1940 года в составе Вульковского сельсовета.
С 20 августа 2021 года в составе Немержанского сельсовета.

## Население
По данным переписи 2019 года, в деревне проживало 73 человека.
| Год  | Население, человек |
| ---- | ------------------ |
| 1890 | 345                |
| 1905 | ↗ 368              |
| 1921 | ↘ 188              |
| 1939 | ↗ 312              |
| 1960 | ↘ 272              |
| 1970 | ↗ 273              |
| 1995 | ↘ 155              |
| 2005 | ↘ 110              |
| 2009 | ↘ 101              |
| 2019 | ↘ 73               |